# Bryconadenos
Bryconadenos és un gènere de peixos de la família dels caràcids i de l'ordre dels caraciformes.

## Taxonomia
- Bryconadenos tanaothoros (Weitzman, Menezes, Evers & Burns, 2005)[1]
- Bryconadenos weitzmani (Menezes, Netto-Ferreira & Ferreira, 2009)[2][3][4][5]